# Sallertaine
Sallertaine és un municipi francès situat al departament de Vendée i a la regió de País del Loira. L'any 2007 tenia 2.684 habitants.

## Demografia

### Població
El 2007 la població de fet de Sallertaine era de 2.684 persones. Hi havia 1.066 famílies de les quals 239 eren unipersonals (94 homes vivint sols i 145 dones vivint soles), 423 parelles sense fills, 353 parelles amb fills i 51 famílies monoparentals amb fills.
La població ha evolucionat segons el següent gràfic:
Habitants censats

### Habitatges
El 2007 hi havia 1.302 habitatges, 1.095 eren l'habitatge principal de la família, 135 eren segones residències i 72 estaven desocupats. 1.268 eren cases i 26 eren apartaments. Dels 1.095 habitatges principals, 861 estaven ocupats pels seus propietaris, 215 estaven llogats i ocupats pels llogaters i 20 estaven cedits a títol gratuït; 12 tenien una cambra, 33 en tenien dues, 181 en tenien tres, 347 en tenien quatre i 522 en tenien cinc o més. 906 habitatges disposaven pel capbaix d'una plaça de pàrquing. A 442 habitatges hi havia un automòbil i a 586 n'hi havia dos o més.

### Piràmide de població
La piràmide de població per edats i sexe el 2009 era:
| Homes | Edats   | Dones |
| ----- | ------- | ----- |
| 0     | 95 o +  | 0     |
| 4     | 90 a 94 | 12    |
| 8     | 85 a 89 | 12    |
| 12    | 80 a 84 | 12    |
| 24    | 75 a 79 | 52    |
| 68    | 70 a 74 | 52    |
| 64    | 65 a 69 | 48    |
| 84    | 60 a 64 | 80    |
| 68    | 55 a 59 | 88    |
| 68    | 50 a 54 | 104   |
| 92    | 45 a 49 | 92    |
| 56    | 40 a 44 | 60    |
| 80    | 35 a 39 | 56    |
| 92    | 30 a 34 | 76    |
| 52    | 25 a 29 | 84    |
| 68    | 20 a 24 | 36    |
| 80    | 15 a 19 | 56    |
| 72    | 10 a 14 | 56    |
| 56    | 5 a 9   | 68    |
| 84    | 0 a 4   | 48    |

## Economia
El 2007 la població en edat de treballar era de 1.680 persones, 1.251 eren actives i 429 eren inactives. De les 1.251 persones actives 1.184 estaven ocupades (636 homes i 548 dones) i 67 estaven aturades (27 homes i 40 dones). De les 429 persones inactives 219 estaven jubilades, 88 estaven estudiant i 122 estaven classificades com a «altres inactius».

### Ingressos
El 2009 a Sallertaine hi havia 1.124 unitats fiscals que integraven 2.830 persones, la mediana anual d'ingressos fiscals per persona era de 16.335 €.

### Activitats econòmiques
Dels 158 establiments que hi havia el 2007, 1 era d'una empresa extractiva, 5 d'empreses alimentàries, 2 d'empreses de fabricació d'elements pel transport, 13 d'empreses de fabricació d'altres productes industrials, 38 d'empreses de construcció, 23 d'empreses de comerç i reparació d'automòbils, 5 d'empreses de transport, 11 d'empreses d'hostatgeria i restauració, 1 d'una empresa d'informació i comunicació, 8 d'empreses financeres, 9 d'empreses immobiliàries, 18 d'empreses de serveis, 11 d'entitats de l'administració pública i 13 d'empreses classificades com a «altres activitats de serveis».
Dels 42 establiments de servei als particulars que hi havia el 2009, 3 eren tallers de reparació d'automòbils i de material agrícola, 1 taller d'inspecció tècnica de vehicles, 7 paletes, 4 guixaires pintors, 12 fusteries, 5 lampisteries, 5 electricistes, 3 perruqueries i 2 restaurants.
Dels 7 establiments comercials que hi havia el 2009, 1 era una gran superfície de material de bricolatge, 1 una botiga de menys de 120 m², 3 fleques i 2 botigues de mobles.
L'any 2000 a Sallertaine hi havia 88 explotacions agrícoles que ocupaven un total de 3.234 hectàrees.

## Equipaments sanitaris i escolars
L'únic equipament sanitari que hi havia el 2009 era una farmàcia.
El 2009 hi havia 2 escoles elementals.

## Poblacions més properes
El següent diagrama mostra les poblacions més properes.